# Iliofagia
Iliofagia ou bentofagia consiste no hábito alimentar apresentado por alguns animais aquáticos que consomem sedimentos acumulados no fundo dos corpos hídricos para se alimentar de pequenos seres, incluindo algas, crustáceos ou qualquer outra fonte de matéria orgânica que esteja misturada em meio às partículas deste material.

## Comportamento

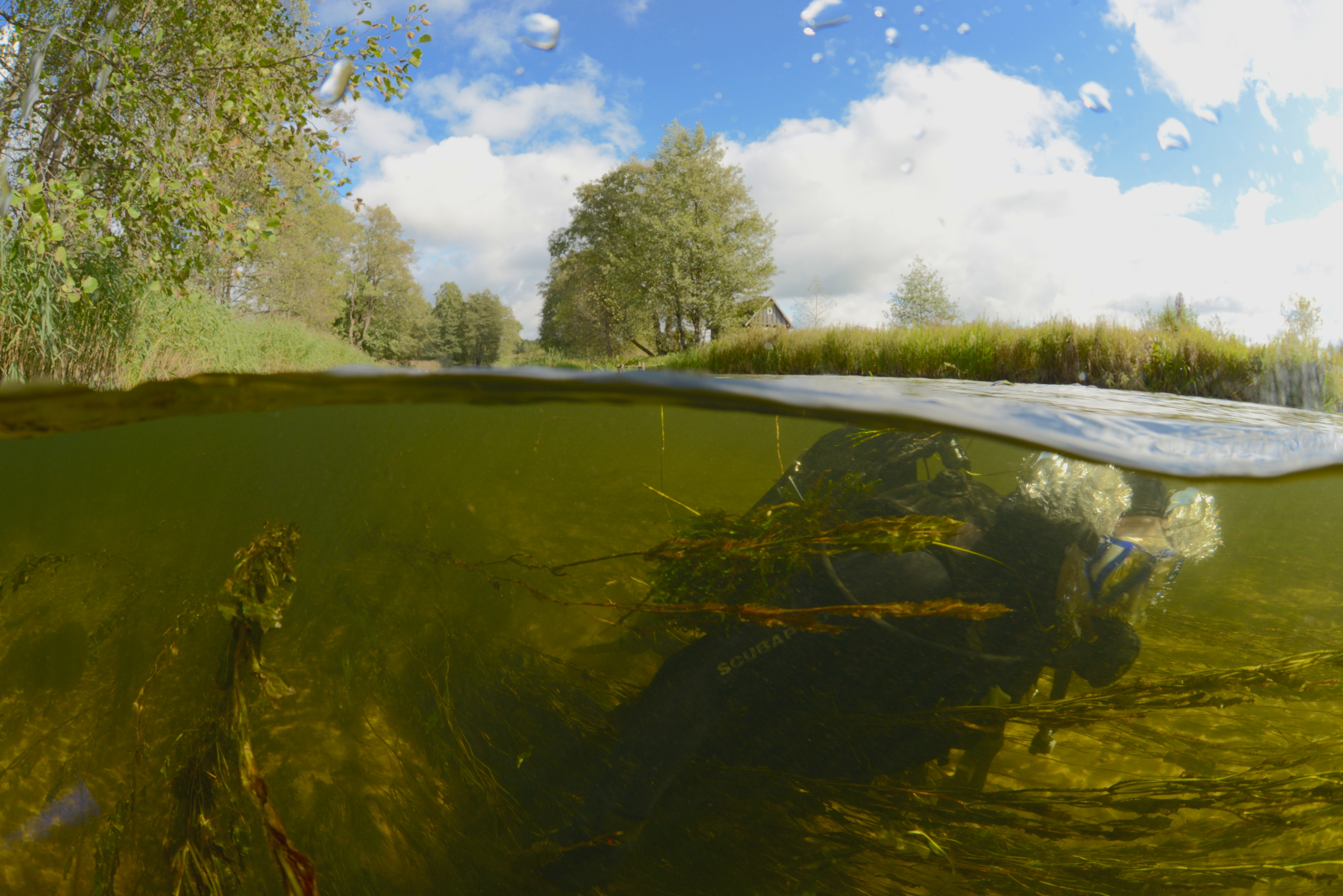
Espécies iliófagas se alimentam dos sedimentos e lodo acumulados nos fundos dos corpos d'água.

Exemplos de peixes iliófagos consistem em espécimes da família curimatidae, tais como o saguiru-curto e o saguiru-comprido, além das carpas e cascudos. Estas espécies usualmente reviram e ingerem o lodo acumulado no fundo de rios e lagos para aproveitar a matéria orgânica ali dissolvida.
Como os peixes iliófagos, por vezes, ingerem um composto químico chamado geosmina, que se encontra dissolvido no lodo, frequentemente suas carnes apresentam sabor forte, similar ao do barro.